# Arbres des Premiers ministres français

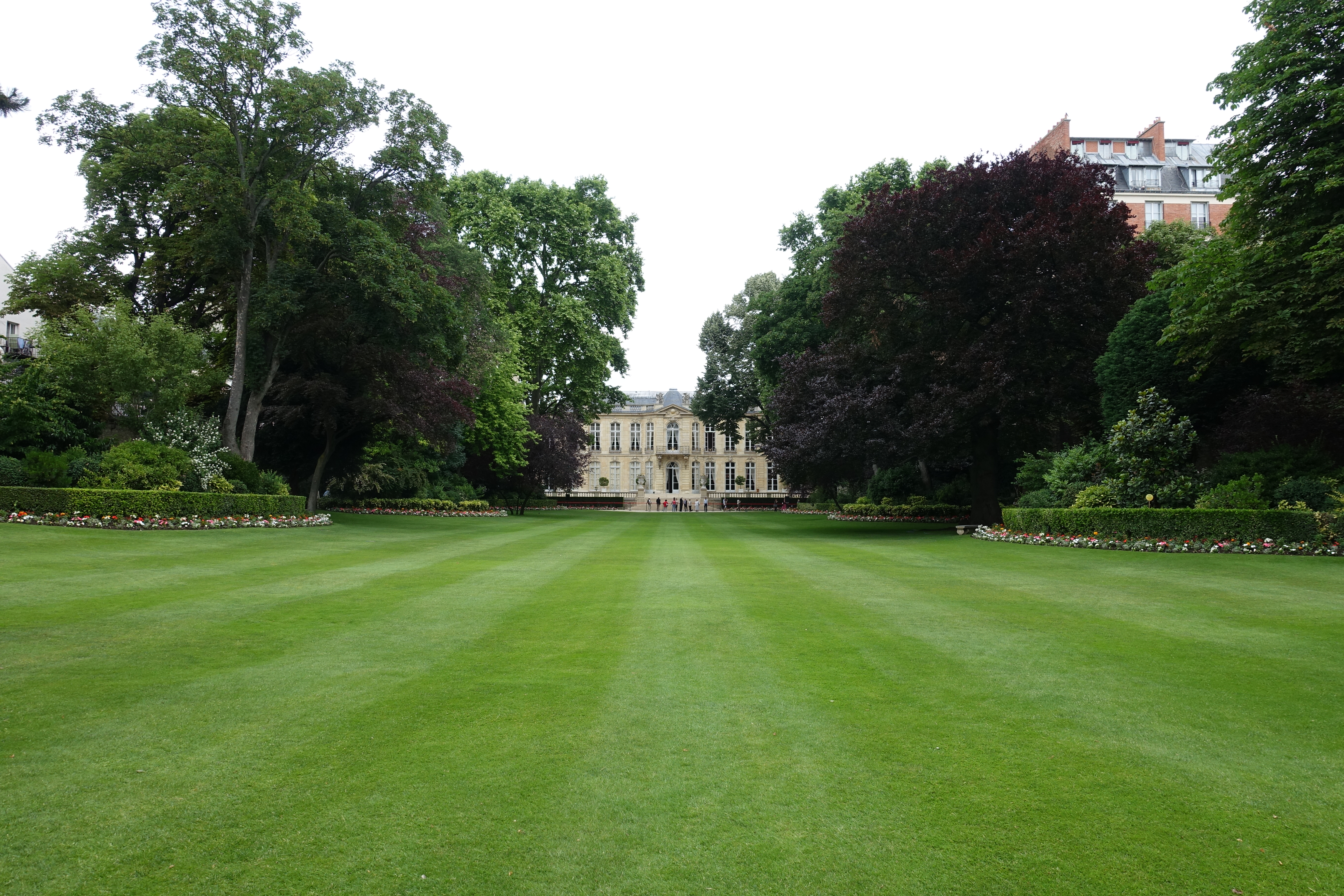
Jardin de l'hôtel de Matignon.

Les arbres des Premiers ministres sont, en France, des arbres que les Premiers ministres en poste depuis plus de six mois plantent dans le jardin de leur résidence officielle, l'hôtel de Matignon. Cette tradition de la vie politique française est apparue en 1978 avec Raymond Barre et a perduré jusqu'à aujourd'hui, à l'exception de Jacques Chirac en 1986. Cette coutume vise à symboliser l'enracinement et la continuité de l'État à travers le temps, tout en laissant une trace durable du passage de chaque Premier ministre.

## Histoire
La tradition est inaugurée par Raymond Barre en 1978. Malgré l'alternance portée par les élections législatives de 1981, son successeur Pierre Mauroy perpétue la tradition en plantant un chêne de Hongrie lors du deuxième anniversaire de son arrivée à Matignon.
La seule rupture dans la tradition est due à Jacques Chirac, qui n'en plante pas lorsqu'il devient Premier ministre de la première cohabitation entre 1986 et 1988. Gilles Boyer interprète ce refus comme un manque de temps, ou alors, comme le signe de la volonté de Jacques Chirac de ne pas rester à Matignon mais d'être élu président de la République au plus vite. Chirac laisse tout de même une trace de son passage dans le jardin de Matignon en y plantant des rosiers,.
Le 21 février 2015, François Hollande est le premier président de la République à reproduire la tradition des Premiers ministres dans le jardin de sa résidence officielle, le palais de l'Élysée : après avoir visité le Salon de l'agriculture, il plante un chêne offert par l'Office national des forêts (ONF) pour le 50e anniversaire de sa création,.

### Durée en poste
En 1998, lorsque Lionel Jospin plante un orme offert par l'Institut national de la recherche agronomique (INRA), Le Monde commente la couverture médiatique de l'évènement en indiquant que l'exercice est ouvert à « tout premier ministre [...] pour peu qu'il fasse la preuve de sa longévité ; six mois de Matignon sont exigés par un code non écrit ».
Néanmoins, plusieurs Premiers ministres ont dérogé à cette coutume tacite des six mois. Ainsi Bernard Cazeneuve en 2017 plante son arbre trois mois et demi après sa nomination ; il restera en poste cinq mois. Par la suite, dans le contexte de la crise politique de 2024-2025, le poste des Premiers ministres est précaire. Ainsi Gabriel Attal, qui remet sa démission quelques jours avant ses six mois en poste, plante malgré tout un arbre le 2 septembre 2024, étant démissionnaire depuis cinquante jours mais resté en place pour gérer les affaires courantes pendant les Jeux olympiques et paralympiques à Paris. Son successeur Michel Barnier plante son arbre au bout de trois mois à Matignon, alors qu'il a démissionné depuis quelques jours et gère les affaires courantes jusqu'à la nomination de son successeur. Celui-ci, François Bayrou, plante son arbre moins de quatre mois après son arrivée.

### Abattage et replantation
Plusieurs des arbres ont dû être abattus, comme le chêne de Hongrie de Pierre Mauroy, qui a tenu trois ans. Chaque arbre tombé a été replanté sur ordre du Premier ministre,. En particulier, près de 30 ans après avoir planté en tant que Premier ministre un copalme qui n'a pas survécu, Michel Rocard en replante un lui-même à l'invitation de Manuel Valls, son ancien conseiller devenu à son tour Premier ministre,.

## Liste des arbres
|    | Photo               | Premier ministre      | Nom vernaculaire                 | Nom scientifique                  | Date de plantation | Temps écoulé depuis le début du mandat            |
| -- | ------------------- | --------------------- | -------------------------------- | --------------------------------- | ------------------ | ------------------------------------------------- |
| 1  |                     | Raymond Barre         | Érable à sucre                   | Acer saccharum                    | 7 juin 1979        | 2 ans, 9 mois et 13 jours depuis le 25 août 1976  |
| 2  |                     | Pierre Mauroy         | Chêne de Hongrie                 | Quercus frainetto                 | 23 mai 1983        | 2 ans et 2 jours depuis le 21 mai 1981            |
| 3  |                     | Laurent Fabius        | Chêne des marais                 | Quercus palustris                 | 14 mars 1986       | 1 an, 7 mois et 25 jours depuis le 17 juill. 1984 |
| 3  | Chêne de Bourgogne  | Laurent Fabius        | Quercus cerris                   | 2009 (replantation)               |                    | 1 an, 7 mois et 25 jours depuis le 17 juill. 1984 |
|    |                     | Jacques Chirac        | —                                | —                                 | —                  | —                                                 |
| 4  |                     | Michel Rocard         | Copalme d'Amérique               | Liquidambar styraciflua           | déc. 1988          | 6 ou 7 mois depuis le 10 mai 1988                 |
| 4  | 2015 (replantation) | Michel Rocard         | Copalme d'Amérique               | Liquidambar styraciflua           |                    | 6 ou 7 mois depuis le 10 mai 1988                 |
| 5  |                     | Édith Cresson         | Arbre aux quarante écus          | Ginkgo biloba                     | 12 mars 1992       | 9 mois et 26 jours depuis le 15 mai 1991          |
| 6  |                     | Pierre Bérégovoy      | Tulipier de Virginie             | Liriodendron tulipifera           | déc. 1992          | 8 mois depuis le 2 avr. 1992                      |
| 7  |                     | Édouard Balladur      | Érable argenté                   | Acer saccharinum                  | 11 mars 1994       | 11 mois et 10 jours depuis le 29 mars 1993        |
| 8  |                     | Alain Juppé           | Katsura - arbre caramel          | Cercidiphyllum japonicum          | 1996               | au moins 7 mois depuis le 17 mai 1995             |
| 9  |                     | Lionel Jospin         | Orme de Lutèce                   | Ulmus clone 762 INRA              | 12 fév. 1998       | 8 mois et 10 jours depuis le 2 juin 1997          |
| 10 |                     | Jean-Pierre Raffarin  | Parrotie de Perse - arbre de fer | Parrotia persica                  | 2002               | ??? depuis le 6 mai 2002                          |
| 11 |                     | Dominique de Villepin | Chêne pédonculé                  | Quercus robur                     | 25 nov. 2005       | 5 mois et 25 jours depuis le 31 mai 2005          |
| 12 |                     | François Fillon       | Cornouiller des pagodes,         | Cornus controversa ‘Variegata’    | 7 déc. 2007        | 6 mois et 20 jours depuis le 17 mai 2007          |
| 13 |                     | Jean-Marc Ayrault     | Magnolia à grandes fleurs        | Magnolia grandiflora ‘Mont Blanc’ | 29 nov. 2012       | 6 mois et 14 jours depuis le 15 mai 2012          |
| 14 |                     | Manuel Valls          | Chêne fastigié                   | Quercus robur ‘Fastigiata Koster’ | 16 déc. 2014       | 8 mois et 15 jours depuis le 31 mars 2014         |
| 15 |                     | Bernard Cazeneuve     | Magnolia de Kobé,                | Magnolia kobus                    | 22 mars 2017       | 3 mois et 16 jours depuis le 6 déc. 2016          |
| 16 |                     | Édouard Philippe      | Pommier « claque pépin »         | Malus domestica                   | 28 nov. 2017       | 6 mois et 13 jours depuis le 15 mai 2017          |
| 17 |                     | Jean Castex           | Frêne commun                     | Fraxinus excelsior ‘Alténa’       | 4 janv. 2021       | 6 mois et 1 jour depuis le 3 juill. 2020          |
| 18 |                     | Élisabeth Borne       | Chêne vert                       | Quercus ilex                      | 28 nov. 2022       | 6 mois et 12 jours depuis le 16 mai 2022          |
| 19 |                     | Gabriel Attal         | Érable cannelle                  | Acer griseum                      | 2 sept. 2024       | 7 mois et 24 jours depuis le 9 janv. 2024         |
| 20 |                     | Michel Barnier        | Érable rouge                     | Acer rubrum                       | 12 déc. 2024       | 3 mois et 7 jours depuis le 5 sept. 2024          |
| 21 |                     | François Bayrou       | Chêne des Pyrénées               | Quercus pyrenaica                 | début avr. 2025    | 3 mois et demi depuis le 13 déc. 2024             |

## Symbolique

### Présence ministérielle et affirmation de l'existence politique
Dans leur livre L'Heure de vérité, Édouard Philippe et Gilles Boyer font remarquer que, outre le portrait qui figure dans le grand livre du premier étage, l'arbre est « la seule trace visible qui restera de leur passage » à l'hôtel Matignon. Le Monde ironise : « Raymond Barre fut le premier, en 1980, à marquer, ainsi, son territoire ».

### Marque d'un programme politique
Roland Dumas et François Dessy remarquent que la symbolique de l'arbre dans la mythologie politique française remonte au chêne de Saint-Louis au bois de Vincennes. Le chêne est l'arbre qui a été le plus choisi, avec cinq arbres (Pierre Mauroy, Laurent Fabius, Dominique de Villepin, Manuel Valls et Élisabeth Borne), du fait de sa symbolique de longévité.
Dans un article de septembre 1988 titré « Du chêne à l'orme », le journal Le Monde écrit que Michel Rocard penche d'abord pour un orme : « il s'agit de montrer [...] que, face à la “maladie des ormes” qui décime ces arbres, on ne baisse pas les bras. C'est, en somme, à l'échelon végétal, l'affirmation du combat de la vie »,. Quelques mois plus tard, il opte finalement pour un copalme. Jean Amadou rapporte que le choix de cet arbre peu connu avait pour but d'étonner ses visiteurs et de marquer sa culture. Il aurait déclaré que « Mitterrand, qui prétend s'y connaître en arbre, ne sait rien sur le copalme. Ça vous situe le personnage ! ».
Le Monde, couvrant la plantation du ginkgo biloba d'Édith Cresson en 1992, remarque que la Première ministre avait insisté, en le plantant, sur le fait que les seuls arbres qui avaient résisté aux bombardements atomiques d'Hiroshima et de Nagasaki au Japon étaient des ginkgo biloba, afin de témoigner de sa propre résistance face aux heurts du poste de Premier ministre, qu'elle quitte cependant moins d'un mois plus tard.
Le journal souligne aussi que le choix de Lionel Jospin pour un orme en 1998 est dû à ce que l'arbre « était en voie de disparition en France avant que les chercheurs de l'INRA ne le sauvent ». Il explique ainsi son choix : « J'avais envie que ce soit un arbre qui avait pu disparaître et qui revit ». Libération y voit un symbole de sa destinée, lui qui pensait arrêter la politique en 1993 pour devenir diplomate, avant de finalement être nommé Premier ministre après les élections législatives de 1997, et de sa volonté de voir la gauche continuer sur cette voie aux élections régionales de 1998 qui ont lieu un mois plus tard.
En 2017, Édouard Philippe choisit un pommier en hommage à l'un des slogans de campagne de Jacques Chirac à l'élection présidentielle de 1995.
Le frêne de Jean Castex en 2021 est présenté par le ministre comme « un bois qui tient bien au feu, qui est très résistant, solide, qui s'abîme peu », en écho à la difficile situation sanitaire relative à la pandémie de Covid-19. En 2024, il est en très mauvais état, atteint par la chalarose, et doit être remplacé.

### Autres
L'origine géographique de l'arbre peut également faire allusion au fief politique du Premier ministre. 
Ainsi, en 2012, Jean-Marc Ayrault choisit le magnolia grandiflora car cette espèce, venue d'Amérique, a été transportée pour la première fois par le port de Nantes, dont il a été maire.
De même, le pommier planté par Édouard Philippe en 2017 vient de Normandie, où il a été maire du Havre.

## Postérité
La plantation de chaque arbre est couverte par les médias depuis les années 1980,.
Les arbres plantés par les Premiers ministres sont devenus des symboles de la passation de pouvoir entre Premiers ministres. Ils apparaissent dans diverses œuvres de fiction, comme Le Maître d'hôtel de Matignon de Gilles Boyer en 2019, Les Derniers Jours de la Cinquième République de Christian Salmon en 2014, Article 36 d'Henri Vernet en 2019, ou encore La Mort nomade d'Ian Manook en 2016.